# Johann Jakob Zuberbühler (Politiker, 1723)

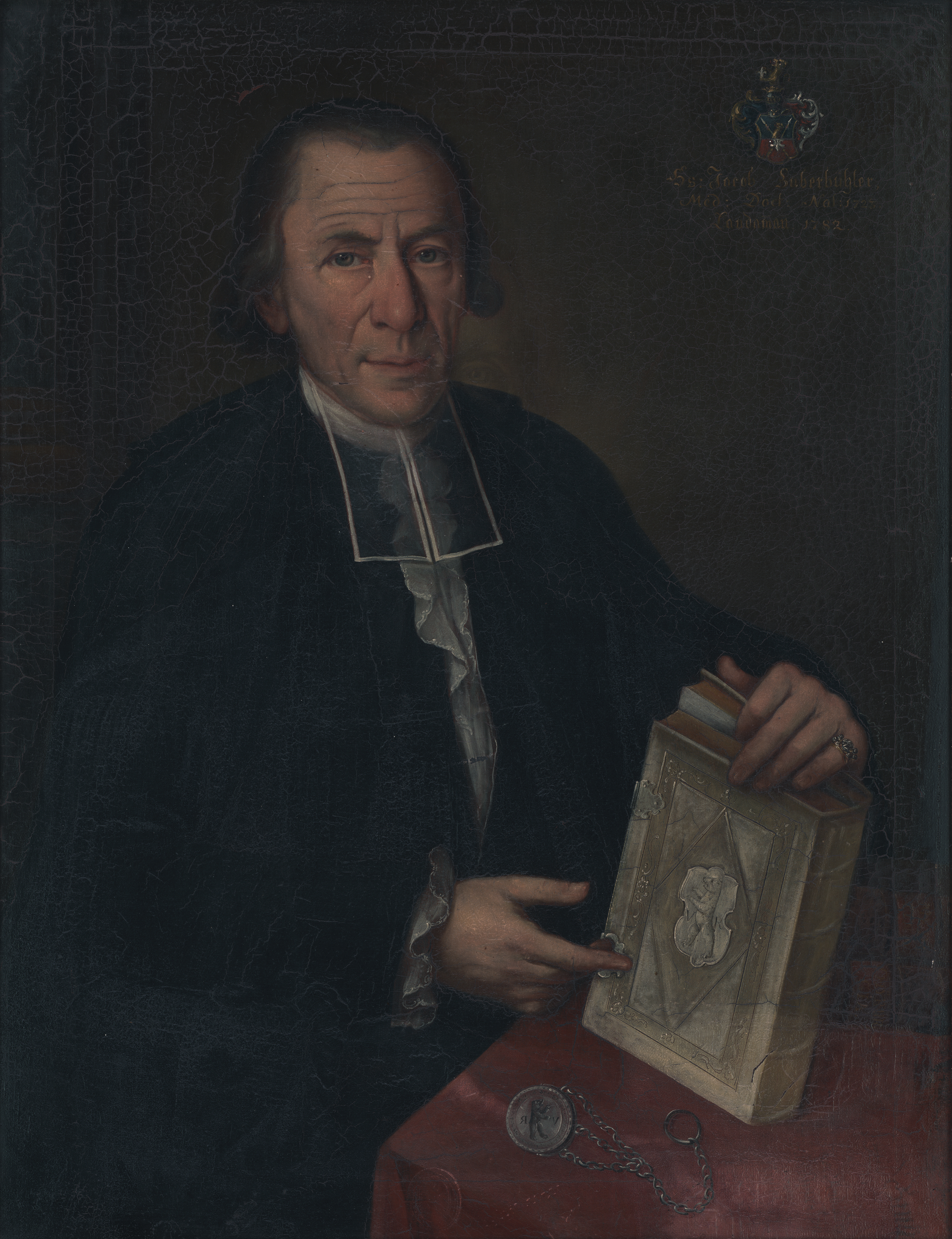
Johann Jakob Zuberbühler, Landammann von Appenzell Ausserrhoden, Gemälde von Michael Herz (um 1792)

Johann Jakob Zuberbühler (* 3. Juni 1723 in Speicher; † 28. Mai 1803 in Speicher; heimatberechtigt in Speicher) war ein Schweizer Arzt, Ratsherr, Tagsatzungsgesandter, langjähriges Mitglied des Kleinen Rats und Landammann aus dem Kanton Appenzell Ausserrhoden.

## Leben
Johann Jakob Zuberbühler war ein Sohn von Johannes Zuberbühler, Arzt, und Catharina Schläpfer. Er war der Bruder des Johann Laurenz Zuberbühler. 1745 heiratete er Elsbeth Schläpfer, Tochter des Hans Georg Schläpfer, Gemeindehauptmann von Trogen. Zuberbühler absolvierte von 1734 bis 1739 Vorstudien in St. Gallen. Er studierte mit seinem Vetter Johann Jakob Zuberbühler, mit dem ihn von dieser Zeit an eine innige Freundschaft verband, von 1739 bis 1743 in Halle Medizin. Dort promovierte er 1743 zum Doktor der Medizin. 

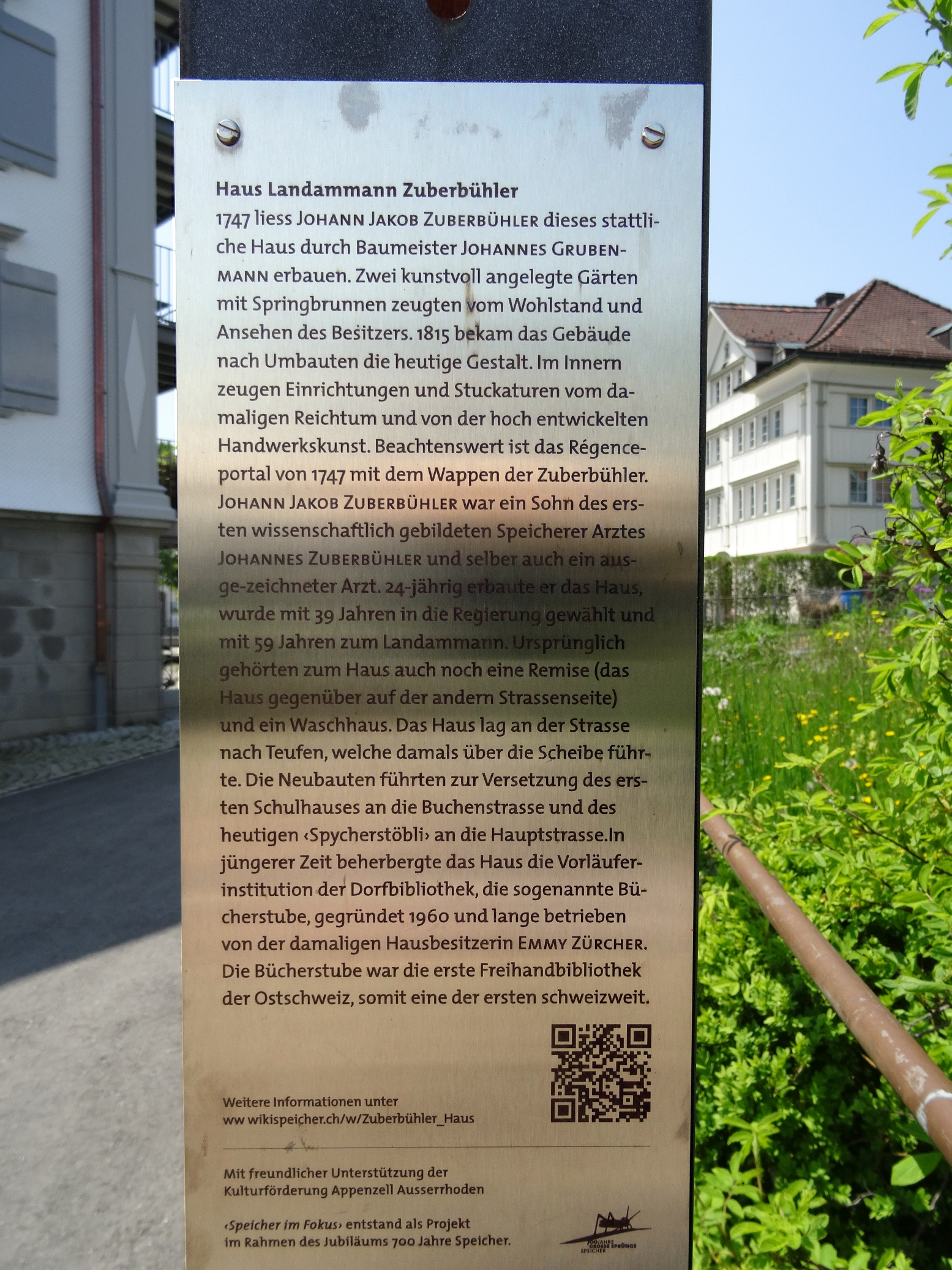
Informationstafel in Speicher

Neben seiner Tätigkeit als Arzt in Speicher durchlief er eine umfassende politische Karriere. Von 1747 bis 1762 war er Ratsherr in Speicher, von 1762 bis 1780 Landeshauptmann und zwischen 1771 und 1793 19 Mal Tagsatzungsgesandter. Ab 1780 bis 1781 versah er das Amt des Landesseckelmeisters, von 1781 bis 1782 das des Landesstatthalter und von 1782 bis 1794 amtierte er als Landammann. In Speicher trug Zuberbühler zur besseren Finanzverwaltung und zur Mehrung des Gemeindevermögens bei. Als Landeshauptmann erreichte er während der Hungersnot 1770 die Lieferung von Getreide aus Süddeutschland. Ferner stand er im Ruf eines strengen Verhörrichters. 1777 nahm er in Solothurn an der Beschwörung des Soldbündnisses mit Frankreich teil. Politisch vertrat er eine konservative Richtung. So beklagte er sich 1769 über die mangelnde Zensur des Appenzeller Kalenders. 
1785 sprach er sich gegen Blitzableiter aus, denn wenn sich die Leute vor Blitz und Donner nicht mehr fürchteten und ihr Respekt vor Gottes drohender Stimme schwände, wären sie durch nichts mehr im Zaume zu halten. 1798 emigrierte er aus Furcht vor den anrückenden Franzosen vorübergehend nach Vorarlberg. Zuberbühler führte eine rege Korrespondenz mit bedeutenden Männern seiner Zeit. 1747 liess er in Speicher ein viergeschossiges Herrschaftshaus erbauen.